# Elecciones estatales de Coahuila de 1978
Las elecciones estatales de Coahuila de 1978 se llevó a cabo el domingo 15 de octubre de 1978, y en ellas se renovarán los cargos de elección popular en el estado mexicano de Coahuila:
- 38 Ayuntamientos. Formados por un Presidente Municipal  y regidores, electo para un período de tres años no reelegibles en ningún período inmediato.
- Diputados al Congreso del Estado. Electos por una mayoría relativa de cada uno de los Distritos Electorales.

## Resultados Electorales

### Ayuntamientos

#### Municipio de Saltillo
- Enrique Martínez y Martínez  Hecho

#### Municipio de Torreón
- Héctor del Bosque Villarreal  Hecho

#### Municipio de Monclova
- Carlos Alberto Páez Falcón  Hecho

#### Municipio de Parras
- Juan Carlos Arizpe Melo  Hecho

#### Municipio de Piedras Negras
- Humberto Acosta Orozco Hecho

#### Municipio de Nueva Rosita
- Régulo Garza Téllez  Hecho